# CVS Pharmacy

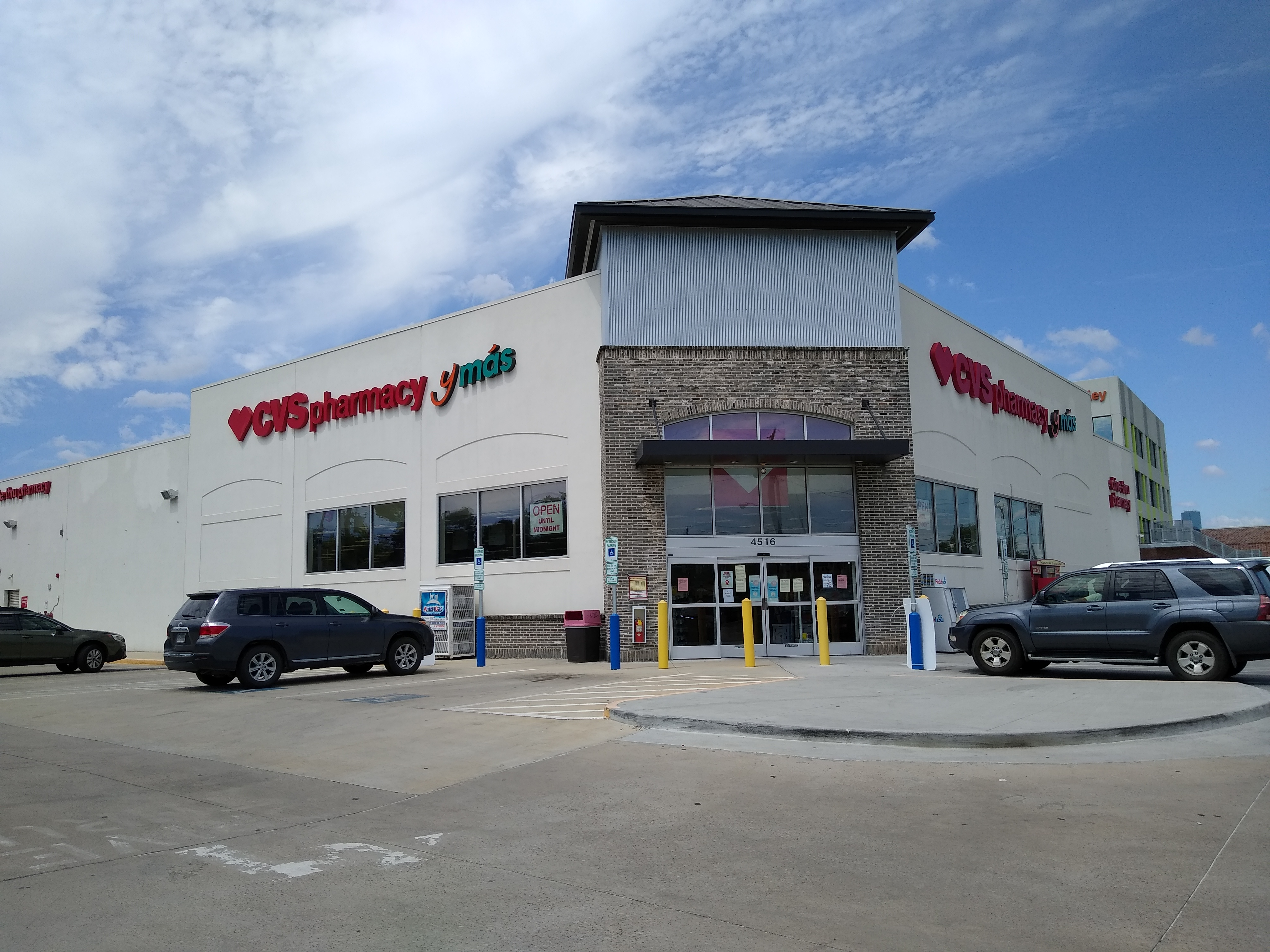
Tienda CVS Pharmacy y más en un barrio hispano en Houston, Texas

CVS Pharmacy es una cadena de farmacias en los Estados Unidos. Tiene su sede en Woonsocket (Rhode Island).
En 2018 se unió con Aetna, una fusión de $69 000 millones de dólares estadounidenses. El Departamento de Justicia de los Estados Unidos aprobó la fusión.

## Controversias

### Cese de la venta de tabaco
Como es habitual en las farmacias de USA, al principio CVS almacenaba cigarrillos y los vendía al público. Esto suscitó las críticas de los defensores de la salud pública, que excluyeron los cigarrillos de las farmacias debido a los efectos nocivos para la salud asociados al tabaquismo y a la contradicción implícita entre la venta de cigarrillos y la oferta de productos para dejar de fumar y medicamentos para tratar afecciones como el asma, que pueden ser causadas o agravadas por el tabaquismo.
En febrero de 2014, CVS anunció que dejaría de vender cigarrillos y otros productos de tabaco en sus tiendas y que exigiría a otros minoristas que hicieran lo mismo. Esta decisión supuso que la empresa renunciara a unos ingresos anuales estimados en 1.500 millones de dólares por tabaco, que se habrían utilizado para pagar los productos de tabaco de la empresa.
El 3 de septiembre de 2014, CVS dejó oficialmente de vender cigarrillos en sus tiendas.

### Foto seguridad de la página web
El 17 de julio de 2015, CVS cerró su servicio de procesamiento de fotos en línea, culpando del cierre a un proveedor externo, que se cree que es PNI Digital Media.　Según los periodistas, CVS no hizo ningún intento de confirmar o negar las preguntas sobre si los hackers habían robado datos o fotos de clientes, y la empresa no respondió a las preguntas sobre si los hackers habían robado datos. A finales de noviembre de 2015, el sitio web de fotos de CVS volvía a funcionar y los clientes podían volver a solicitar servicios fotográficos en línea.